# گوتازا
گوتازا (به ایتالیایی: Gottasecca) یک کومونه در ایتالیا است که در استان کونیو واقع شده‌است.

## خصوصیات
گوتازا ۱۳٫۵ کیلومترمربع مساحت و ۱۸۳ نفر جمعیت دارد و ۷۱۰ متر بالاتر از سطح دریا واقع شده‌است.